# Plagiothecium argentatum
Plagiothecium argentatum là một loài rêu trong họ Plagiotheciaceae. Loài này được (Mitt.) Q. Zuo mô tả khoa học đầu tiên năm 2011.